# Leptopsalis tambusisi
Stylocellus tambusisi is een hooiwagen uit de familie Stylocellidae. De originele naamcombinatie (protoniem) was Stylocellus tambusisi Shear, 1993.